# صلصة كريولا
صلصة كريولا: (بالإنجليزية: Salsa criolla)‏ هي نوع من الصلصات أو المخللات الموجودة في المطبخ اللاتيني الأمريكي.

## مكونات صلصة كريولا
تتكون من البصل المقطع المفروم بشكل ناعم، والخل، والطماطم، والثوم، وفلفل الشيلي، وفلفل الحلو، وزيت الزيتون، والملح، والفلفل والأعشاب الطازجة مثل البقدونس أو الكزبرة.

## مطابخ ترتبط بها الصلصة
ترتبط صلصة كريولا في كثير من الأحيان بالمطبخ البيروي، لكنها توجد أيضًا في المطبخ الكوبي والبورتوريكي  والنيكاراغواني والأوروغواياني والأرجنتيني.

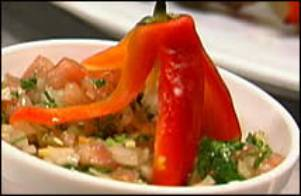
صلصة كريولا في الأرجنتين
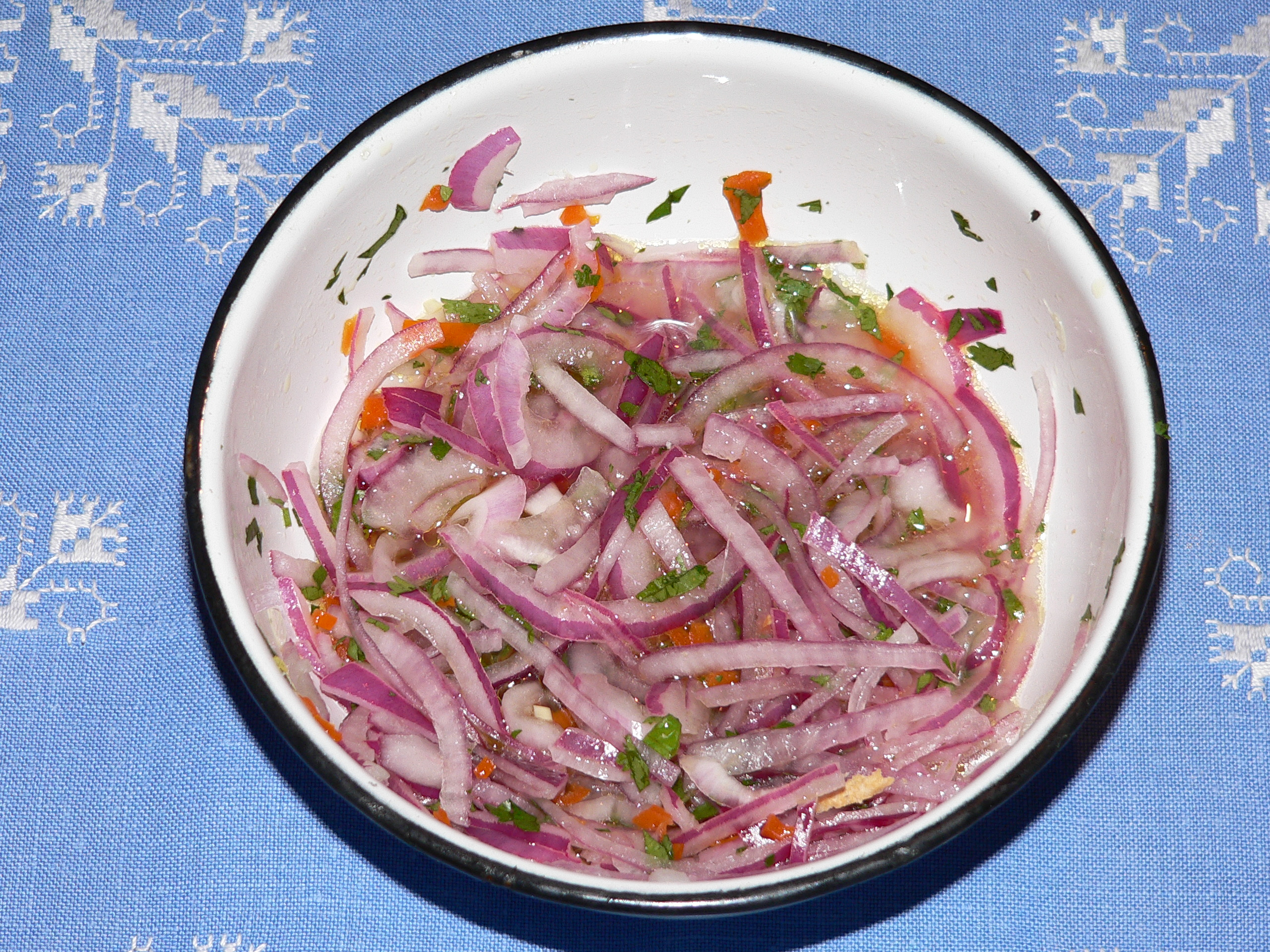
طبق صلصة كريولا
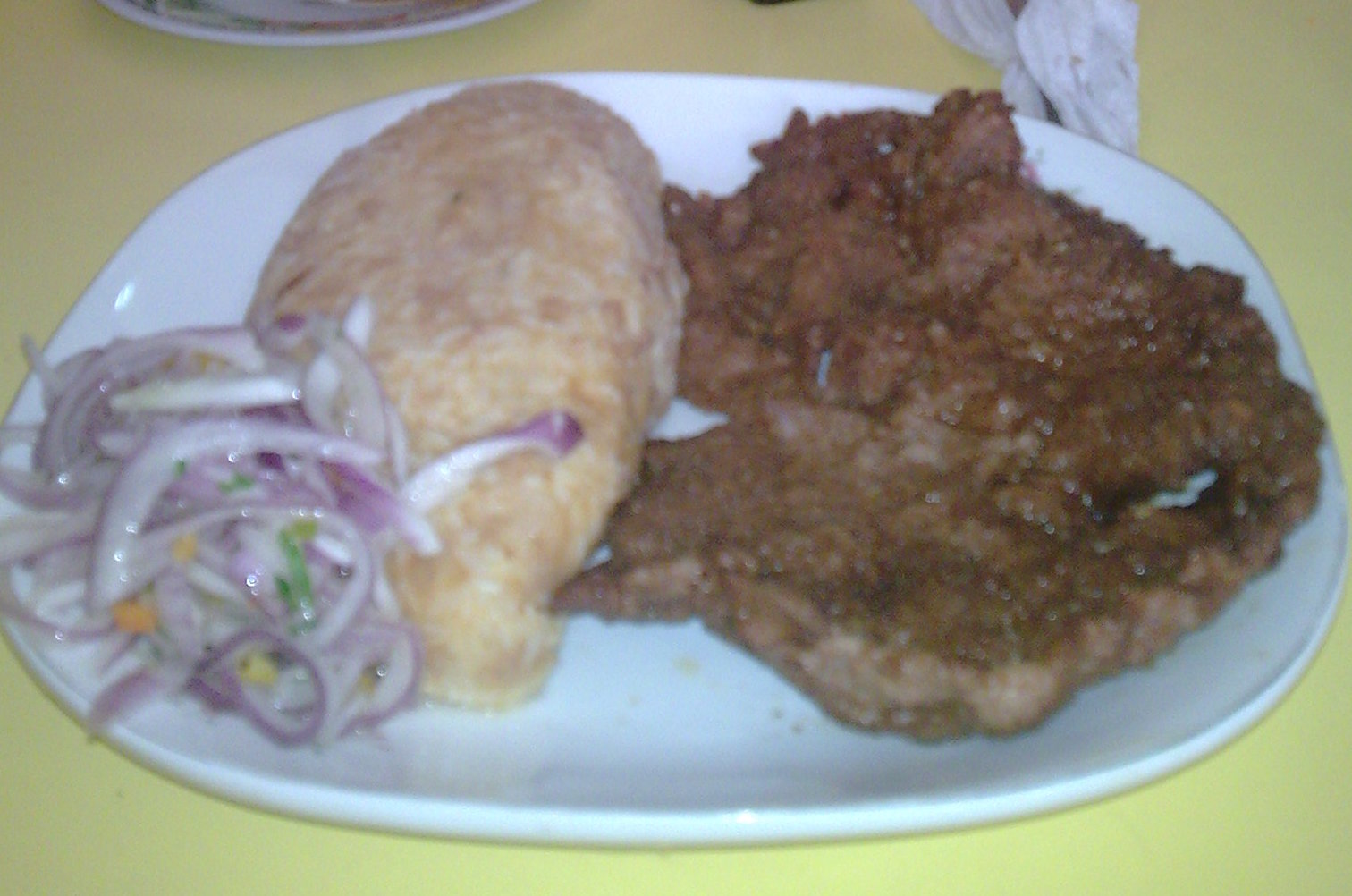
طبق طعام مع صلصة كريولا
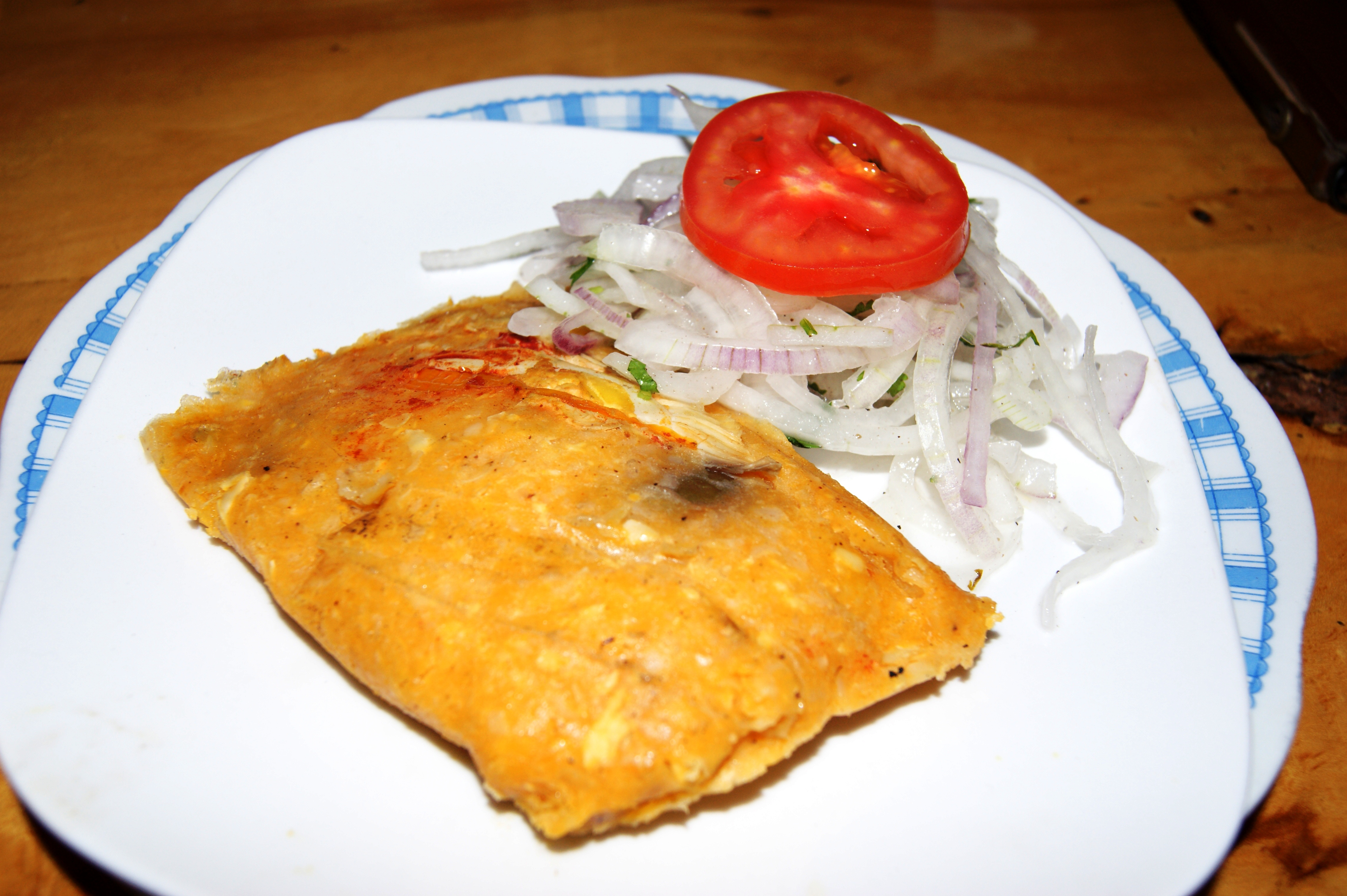
طبق تمالي من إسبانيا مع صلصة كريولا
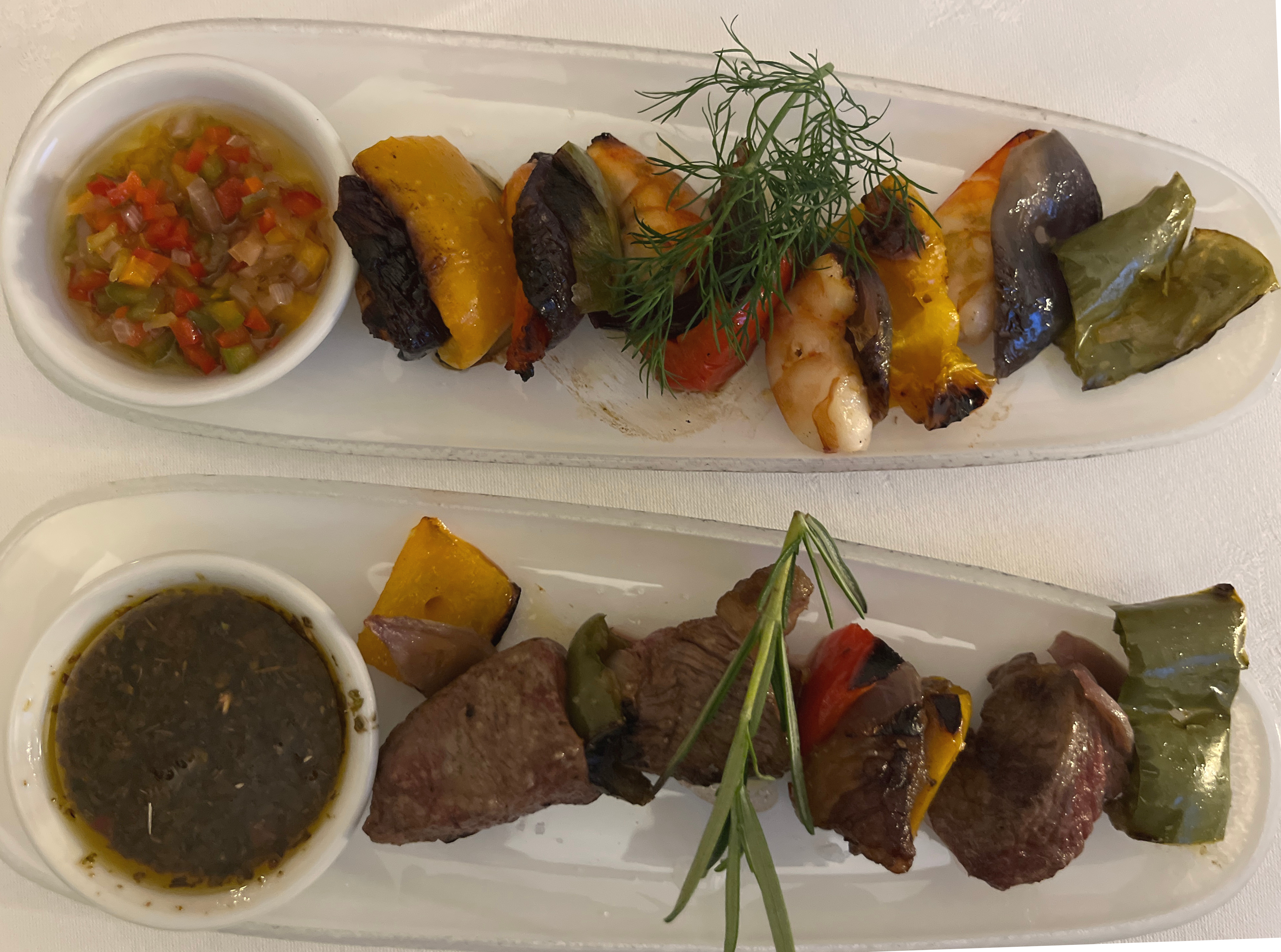
بيكانا مشوي وسيخ جمبري مع صلصة كريولا

## استخدام صلصة كريولا في بيرو
في بيرو ، تعتبر صلصة كريولا صلصة باردة يتم استخدامها عادة بمرافقة اللحم. تتكون التركيبة الأساسية من البصل وفلفل أحمر وطماطم وعصير ليمون أو خل وزيت. يمكن أن تكون المكونات الأخرى كزبرة، فلفل حلو أخضر، بقدونس، ثوم ، إلخ.